# Jan Vingaard
Jan Vingaard (12 marzo 1957) è un allenatore di calcio, ex calciatore ed ex giocatore di calcio a 5 danese.

## Carriera
Con la nazionale maschile di calcio a 5 della Danimarca ha disputato il FIFA Futsal World Championship 1989 in cui la selezione danese è stata eliminata nel girone del primo turno comprendente Paesi Bassi, Paraguay e Algeria.